# Guerra anglo-americana
La guerra anglo-americana (detta anche guerra del 1812 per via dell'anno in cui scoppiò) fu un conflitto combattuto tra il Regno Unito e gli Stati Uniti d'America tra il giugno del 1812 e il febbraio del 1815. La guerra ebbe termine con la firma del trattato di Gand, firmato il 24 dicembre 1814 ed entrato in vigore il 17 febbraio 1815.

## Il contesto storico
La guerra del 1812 ebbe origine dalle tensioni commerciali che esistevano fra i giovani Stati Uniti e l'Impero britannico, mentre in Europa si combattevano le guerre napoleoniche.
Dal 1803 il commercio statunitense aveva subito gli effetti negativi del blocco dei porti francesi da parte dei britannici a causa delle guerre contro Napoleone. Motivo scatenante della decisione di Thomas Jefferson, nel 1807, di chiudere i porti alle merci britanniche, opponendo loro così una sorta di embargo, fu il rifiuto di un capitano statunitense di concedere ai britannici l'autorizzazione a effettuare un controllo, comune in quel periodo, alla ricerca di disertori a bordo della propria nave; ciò si tramutò in una schermaglia con feriti. Nel 1809 i francesi accettarono di riconoscere la bandiera statunitense sui mari, ma i britannici si opposero ancora una volta.

## Le cause
Le cause del conflitto furono varie e complesse, legate soprattutto alle restrizioni del commercio navale imposte dal Regno Unito a causa della sua guerra contro la Francia, la pratica della Royal Navy di arruolare con la forza marinai statunitensi nei propri ranghi, il sostegno britannico dato ai nativi americani contrari all'espansionismo statunitense verso l'Ovest, e le mire territoriali degli Stati Uniti sulla colonia britannica del Canada.

## Forze

### Statunitensi
Durante gli anni 1810-1812, le navi militari statunitensi erano divise in due squadroni principali, con la "divisione settentrionale", con base a New York, comandata dal Commodoro John Rodgers, e la "divisione meridionale", con base a Norfolk, comandata dal Commodoro Stephen Decatur.
Sebbene non rappresentasse una minaccia significativa per il Canada nel 1812, la Marina degli Stati Uniti era una forza ben addestrata e professionale, composta da oltre cinquemila marinai e marine. Aveva 14 navi da guerra oceaniche e tre delle sue cinque "super-fregate" non erano operative all'inizio della guerra. Il suo problema principale era la mancanza di finanziamenti, poiché molti membri del Congresso non vedevano la necessità di una marina forte. Le navi più grandi della marina statunitense erano fregate e non esistevano navi di linea in grado di impegnarsi in un'azione di flotta con la Royal Navy.

### Britannici
Gli Stati Uniti rappresentavano solo una preoccupazione secondaria per la Gran Bretagna, finché le guerre napoleoniche continuavano con la Francia. Nel 1813, la Francia aveva 80 navi di linea e ne stava costruendo altre 35. Contenere la flotta francese era la principale preoccupazione navale britannica, lasciando immediatamente disponibili solo le navi delle basi nordamericane e giamaicane. Nell'Alto Canada, i britannici disponevano della Marina Provinciale. Sebbene in gran parte disarmata, era essenziale per il rifornimento dell'esercito, poiché le strade dell'Alto Canada erano pessime. Allo scoppio della guerra, la Marina Provinciale aveva quattro piccole imbarcazioni armate sul lago Ontario, tre sul lago Erie e una sul lago Champlain. La Marina Provinciale superava di gran lunga in numero qualsiasi cosa gli statunitensi potessero portare sui Grandi Laghi.
Quando scoppiò la guerra, l'esercito britannico nel Nord America contava 9 777 uomini in unità regolari e guerriglieri. Mentre l'esercito britannico era impegnato nella guerra peninsulare, erano disponibili pochi rinforzi.

### Popoli indigeni
Le bande e le tribù, fortemente decentralizzate, si consideravano alleate, e non subordinate, ai britannici o agli statunitensi. Diverse tribù che combattevano con le forze statunitensi fornivano loro le "truppe leggere più efficaci", mentre i britannici avevano bisogno di alleati indigeni per compensare la loro inferiorità numerica.

## La guerra

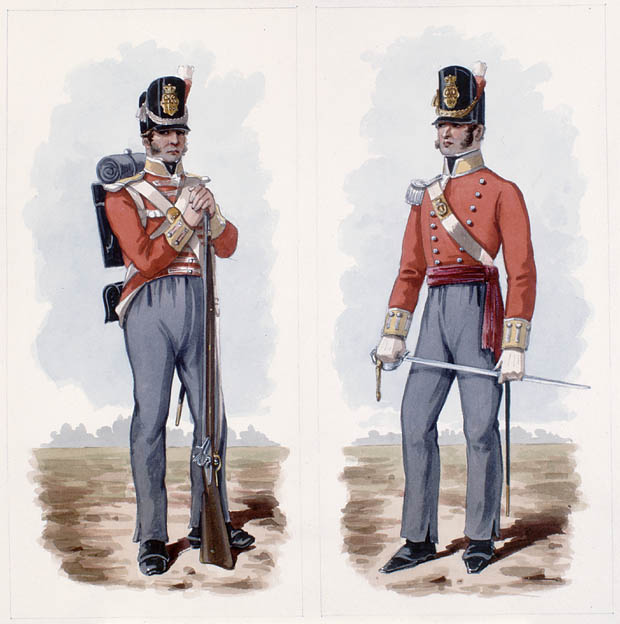
Rappresentazione di un soldato semplice britannico (a sinistra) e di un ufficiale (a destra) dell'epoca

La guerra fu dichiarata con un'esigua maggioranza dal parlamento statunitense il 18 giugno 1812. Alla decisione si giunse soprattutto sotto la pressione di un gruppo di giovani Congressisti, conosciuti come i “Falchi di guerra” ("War Hawks"), che miravano a un'ulteriore espansione degli Stati Uniti. A votare contro il conflitto furono invece gli Stati del Connecticut, del Rhode Island e del Massachusetts, malgrado fossero i più colpiti dalla limitazione del commercio marittimo e dall'arruolamento forzato dei marinai.
Dopo la dichiarazione di guerra il conflitto si articolò su tre teatri distinti: sul mare, navi da guerra e corsari dei due schieramenti attaccarono le unità mercantili dell'avversario, mentre i britannici imposero un blocco navale e condussero ripetute incursioni anfibie lungo la costa orientale degli Stati Uniti; al confine con il Canada, entrambi gli schieramenti si impegnarono in una serie di battaglie terrestri e navali (nella regione dei Grandi Laghi e del San Lorenzo), schierando anche contingenti di nativi americani reclutati tra le popolazioni loro alleate; in terzo luogo, infine, i britannici condussero una campagna anfibia lungo la costa meridionale degli Stati Uniti culminata poi nella battaglia di New Orleans (8 gennaio 1815), scontro finale della guerra.
Gli statunitensi misero in campo un esercito di 5 000 uomini, 8 fregate e 5 corvette; e grazie alla legge Militia Act del 1792 vari Stati federati formarono milizie per l'occasione, che vennero utilizzate al fine di proteggere le frontiere e le coste. Durante le prime fasi della guerra gli statunitensi persero la città di Detroit, che fu però riconquistata subito dopo. Il conflitto vide anche la partecipazione di corsari statunitensi, i quali attaccarono in varie occasioni le navi delle altre forze belligeranti. Dalla parte britannica si schierarono anche i nativi americani Sauk, capeggiati da Falco Nero (Black Hawk), e quelli che seguivano il capo shawnee Tecumseh.
Dopo varie sconfitte degli statunitensi, nell'estate del 1814 i britannici avanzarono verso lo Stato di New York, occuparono Washington, ove bruciarono in un grande incendio la Casa Bianca e il Campidoglio, e bombardarono Baltimora. Vennero poi sconfitti nella battaglia presso la città, durante la quale fu composto il poema intitolato "Defence of Fort McHenry", che in seguito diventerà il testo dell'inno nazionale statunitense "The Star-Spangled Banner".
Le ostilità terminarono nel febbraio 1815 con la sconfitta britannica nella battaglia di New Orleans quando era già stato firmato il trattato di Gand, ma prima che la notizia della firma arrivasse in America era trascorso del tempo. Il trattato ripristinò la situazione esistente prima del conflitto.

## Principali battaglie

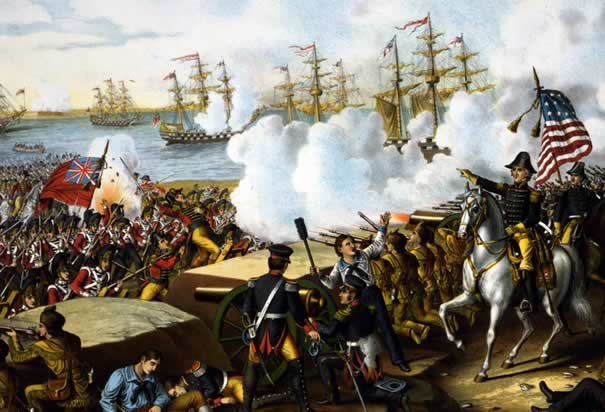
Andrew Jackson durante la battaglia di New Orleans

L'invasione statunitense del Canada, condotta dal generale Hull è ripetutamente respinta con le sconfitte di Detroit e di Queenston Heights.
- Battaglia dell'Isola Mackinac, 17 luglio 1812 sconfitta statunitense
- Battaglia di Fort Dearborn, 15 agosto 1812 sconfitta statunitense
- Battaglia di Queenston Heights, 13 ottobre 1812 sconfitta statunitense
- Battaglia di Frenchtown, 22 gennaio 1813 sconfitta statunitense
- Battaglia di York, aprile 1813 sconfitta statunitense
- Assedio di Fort Meigs, 5 maggio 1813 sconfitta statunitense
- Seconda battaglia di Sackets Harbour, 29 maggio 1813 sconfitta statunitense
- Battaglia di Stoney Creek, 6 giugno 1813 sconfitta statunitense
- Battaglia di Fort Stephenson, 2 agosto 1813
- Battaglia del Lago Erie, 10 settembre 1813, vittoria navale statunitense
- Battaglia del Thames, 5 ottobre 1813, sconfitta britannica
- Battaglia di Chateauguay, 26 ottobre 1813
- Battaglia di Crysler's Farm, 11 novembre 1813
- Battaglia di Buffalo, 30 dicembre 1813
- Battaglia di Horseshoe Bend, 27 marzo 1814
- Battaglia di Chippawa, 5 luglio 1814
- Battaglia di Lundy's Lane, 25 luglio 1814
- Battaglia di Bladensburg, 2 agosto 1814
- Battaglia di Plattsburg, 11 settembre 1814, vittoria navale statunitense
- Battaglia di Baltimora, 12-15 settembre 1814, vittoria statunitense
- Battaglia di Pensacola, 7 novembre 1814, riconquistata dal generale statunitense Jackson
- Battaglia di New Orleans, 8 gennaio 1815, pesante sconfitta britannica con la perdita di oltre 2 000 uomini.

## Trattato di Gand
Nell'agosto del 1814, iniziarono le trattative di pace a Gand (nell'attuale Belgio); entrambe le parti affrontarono i negoziati con cautela. La strategia britannica per decenni era stata quella di creare uno stato cuscinetto nel Territorio del Nord-Ovest americano per bloccare l'espansione americana. La Gran Bretagna richiedeva anche il controllo navale dei Grandi Laghi e l'accesso al fiume Mississippi. Da parte americana, Monroe incaricò i diplomatici americani inviati in Europa di cercare di convincere gli inglesi a cedere il Canada, o almeno l'Alto Canada, agli Stati Uniti. In una fase successiva, gli americani chiesero anche il risarcimento dei danni per l'incendio di Washington e per il sequestro delle navi prima dell'inizio della guerra.
L'opinione pubblica americana si indignò quando Madison pubblicò le richieste, poiché persino i federalisti erano ora disposti a continuare a combattere. Un esercito britannico incendiò Washington, ma non riuscì a catturare Baltimora e si allontanò quando il suo comandante fu ucciso. Nel nord dello Stato di New York, 10.000 veterani britannici stavano marciando verso sud finché una sconfitta decisiva nella battaglia di Plattsburgh li costrinse a tornare in Canada. Il Primo Ministro britannico Lord Liverpool, consapevole della crescente opposizione alla tassazione in tempo di guerra e delle richieste dei mercanti di riaprire il commercio con l'America, si rese conto che anche la Gran Bretagna aveva poco da guadagnare e molto da perdere da una guerra prolungata, soprattutto data la crescente preoccupazione per la situazione in Europa. Il fulcro principale della politica estera britannica fu il Congresso di Vienna, durante il quale i diplomatici britannici si erano scontrati con quelli russi e prussiani sui termini della pace con la Francia e si temeva che la Gran Bretagna potesse dover entrare in guerra con Russia e Prussia.
Il 24 dicembre 1814, i diplomatici avevano concluso e firmato il Trattato di Gand. Il trattato fu ratificato dal Principe Reggente britannico tre giorni dopo, il 27 dicembre.

## Conseguenze a lungo-termine
Il confine tra Stati Uniti e Canada rimase sostanzialmente invariato durante la guerra, senza che nessuna delle due parti ottenesse significativi guadagni territoriali. Nonostante il Trattato di Gand non avesse affrontato i punti di contesa originari e stabilito lo status quo ante bellum, le relazioni tra Stati Uniti e Gran Bretagna cambiarono drasticamente. Anche la questione dell'arruolamento forzato divenne irrilevante, poiché la Royal Navy non ebbe più bisogno di marinai dopo la guerra.
I risultati a lungo termine della guerra furono generalmente soddisfacenti sia per gli Stati Uniti che per la Gran Bretagna. Fatta eccezione per occasionali controversie di confine e alcune tensioni durante e dopo la Guerra Civile Americana, le relazioni tra Stati Uniti e Gran Bretagna rimasero pacifiche per il resto del XIX secolo. Nel XX secolo, stimolati da molteplici conflitti mondiali, i due paesi divennero stretti alleati. La memoria del conflitto giocò un ruolo fondamentale nel consolidare l'identità nazionale canadese dopo il 1867, anno della confederazione canadese.

### Bermuda

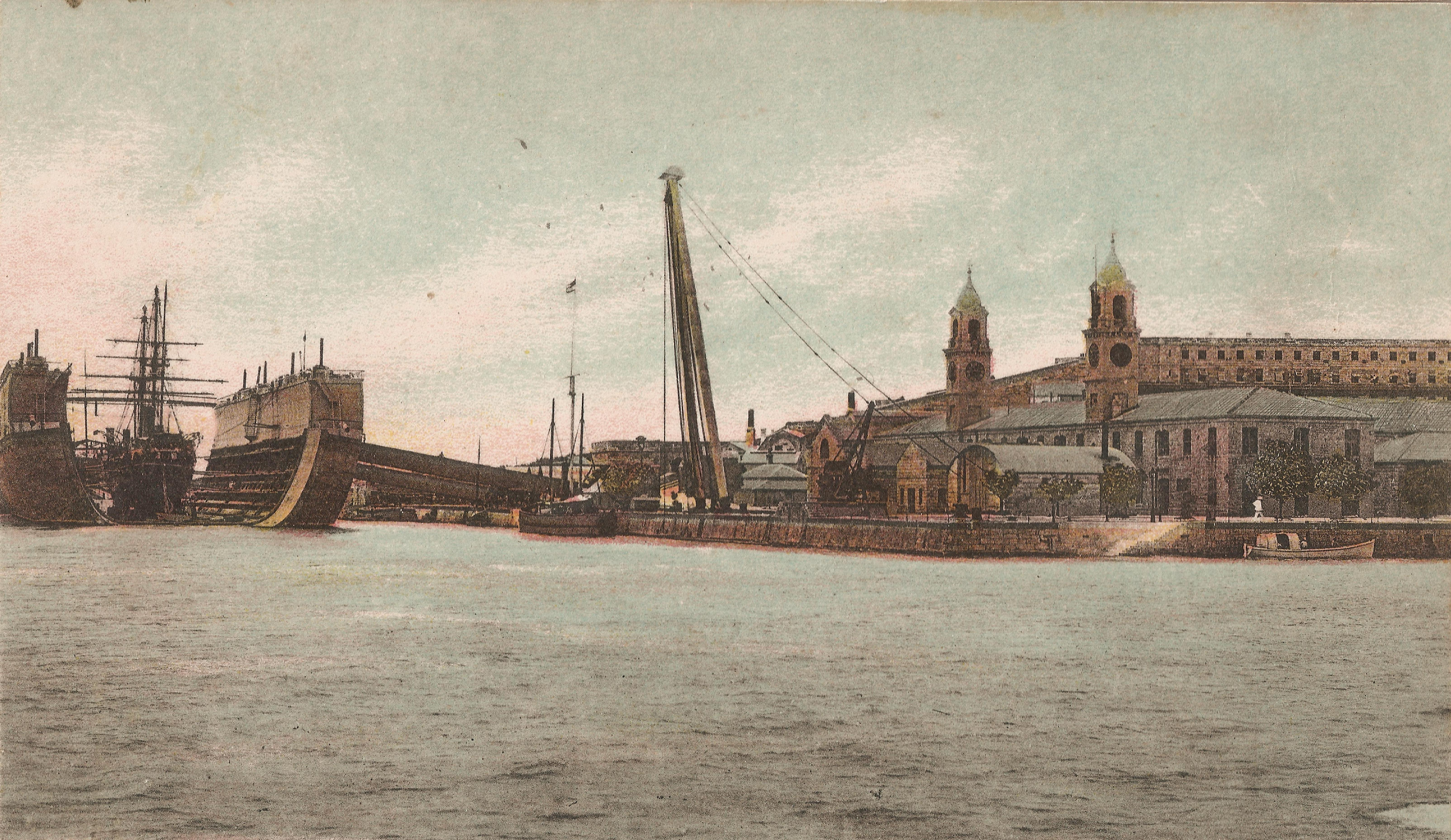
Cantiere navale reale, Bermuda

Prima dell'indipendenza americana, le Bermuda erano state in gran parte lasciate alla difesa delle proprie milizie e dei propri corsari, ma la Royal Navy aveva iniziato ad acquistare terreni e a operare da lì a partire dal 1795, dopo diversi anni trascorsi a esplorare le barriere coralline per individuare il canale di Hurd (che consentiva a grandi fregate e navi di linea di attraversare le barriere coralline circostanti fino all'ancoraggio di Murray e ai porti chiusi). Con l'avanzare dei lavori di costruzione nella prima metà del XIX secolo, le Bermuda divennero una fortezza imperiale e il quartier generale navale permanente dell'emisfero occidentale, ospitando l'Ammiragliato e fungendo da base e cantiere navale. Le infrastrutture difensive rimasero il fulcro dell'economia delle Bermuda fino a dopo la Seconda Guerra Mondiale.

### Canada
Dopo la guerra, i leader filo-britannici dell'Alto Canada dimostrarono una forte ostilità alle influenze americane, incluso il repubblicanesimo, che ne plasmò le politiche. L'immigrazione dagli Stati Uniti fu scoraggiata e si mostrò favore alla Chiesa anglicana rispetto alla Chiesa metodista, più americanizzata.
La battaglia di York mostrò la vulnerabilità dell'Alto e del Basso Canada (i Canadas). Nei decenni successivi alla guerra, furono intrapresi diversi progetti per migliorare la difesa delle colonie contro gli Stati Uniti. Tra questi, i lavori alla Cittadella di Québec, a Fort Henry a Kingston e la ricostruzione di Fort York a York. Inoltre, iniziarono i lavori alla Cittadella di Halifax per difendere il porto dalle marine straniere. Analogamente alla visione americana che la vedeva come una "Seconda Guerra d'Indipendenza" per gli Stati Uniti, la guerra fu anche in qualche modo una guerra d'indipendenza per il Canada.

### Nazioni indigene
Le tribù indigene alleate degli inglesi persero la loro causa. Gli americani respinsero la proposta britannica di creare uno "stato barriera indiano" nell'Ovest americano alla conferenza di pace di Gand, e la proposta non venne mai più riproposta. Donald Fixico sostiene che "dopo la guerra del 1812, gli Stati Uniti negoziarono oltre duecento trattati con gli indiani che prevedevano la cessione di terre indiane e 99 di questi accordi portarono alla creazione di riserve a ovest del fiume Mississippi".
Le nazioni indigene persero la maggior parte del loro territorio dedito alla caccia alle pellicce. Le nazioni indigene furono sfrattate in Alabama, Georgia, New York e Oklahoma, perdendo gran parte di quelli che oggi sono Indiana, Michigan, Ohio e Wisconsin all'interno del Territorio del Nord-Ovest, così come a New York e nel Sud. Finirono per essere viste come un peso indesiderato dai politici britannici, che ora guardavano agli Stati Uniti per mercati e materie prime. A tutti, compresi i commercianti di pellicce britannici, era proibito entrare negli Stati Uniti per scopi commerciali.
Gli agenti indiani britannici, tuttavia, continuarono a incontrare regolarmente i loro ex alleati tra le tribù del Vecchio Nordovest, ma si rifiutarono di fornire loro armi o di aiutarli a resistere ai tentativi americani di deportarli. Il governo americano costruì rapidamente una rete di forti in tutto il Vecchio Nordovest, stabilendo così un saldo controllo militare. Inoltre, finanziò i commercianti di pellicce americani, che superarono in concorrenza i commercianti di pellicce britannici.

### Regno Unito

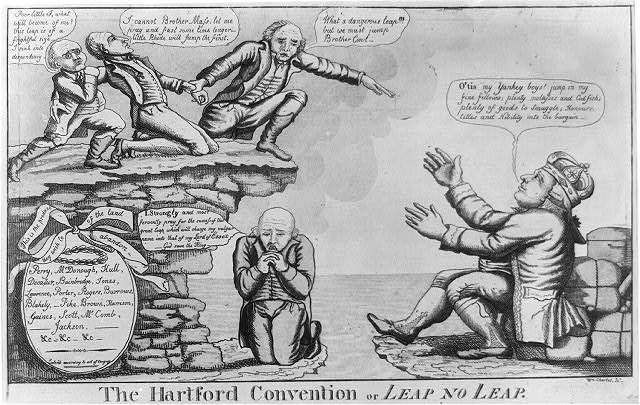
Una caricatura politica dei delegati della Convenzione di Hartford che decidono se gettarsi nelle mani degli inglesi, dicembre 1814. La convenzione suscitò timori diffusi che gli stati del New England potessero tentare di separarsi dagli Stati Uniti.

La guerra è raramente ricordata nel Regno Unito. La guerra in Europa contro l'Impero francese sotto Napoleone fece sì che gli inglesi non considerassero la guerra del 1812 contro gli Stati Uniti come qualcosa di più di un evento secondario. Il blocco britannico del commercio francese aveva funzionato e la Royal Navy era la potenza nautica dominante al mondo (e rimase tale per un altro secolo). Mentre le campagne terrestri avevano contribuito a salvare il Canada, la Royal Navy aveva bloccato il commercio americano, imbottigliato la Marina degli Stati Uniti nei porti e represso ampiamente la corsara. Le imprese britanniche, alcune colpite dall'aumento dei costi assicurativi, chiedevano la pace affinché il commercio potesse riprendere con gli Stati Uniti. La pace fu generalmente accolta con favore dagli inglesi, sebbene ci fosse inquietudine per la rapida crescita degli Stati Uniti. Le due nazioni ripresero rapidamente i commerci dopo la fine della guerra e una crescente amicizia.

### Stati Uniti

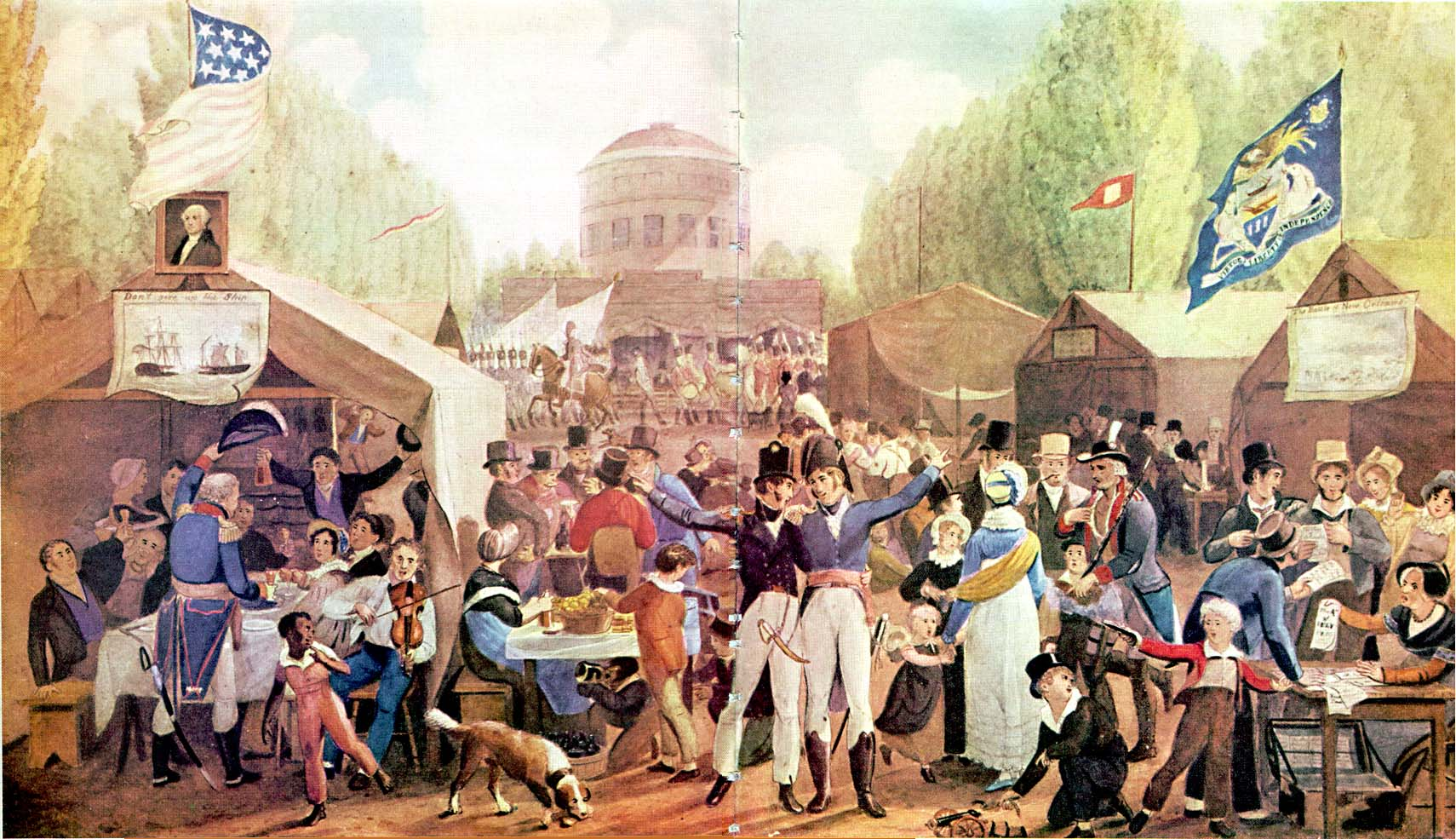
Celebrazioni del Giorno dell'Indipendenza del 1819. Negli Stati Uniti, alla guerra seguì l'Era dei Buoni Sentimenti, un periodo in cui il nazionalismo e il desiderio di unità nazionale presero piede in tutto il Paese.

La nazione acquisì un forte senso di completa indipendenza mentre il popolo celebrava la sua "seconda guerra d'indipendenza". Il nazionalismo esplose dopo la vittoria nella battaglia di New Orleans. Il Partito Federalista, all'opposizione, crollò a causa della sua opposizione alla guerra e seguì l'Era dei Buoni Sentimenti.
Senza più mettere in discussione la necessità di una Marina forte, gli Stati Uniti costruirono tre nuove navi di linea da 74 cannoni e due nuove fregate da 44 cannoni poco dopo la fine della guerra. Nel 1816, il Congresso degli Stati Uniti approvò una "Legge per l'incremento graduale della Marina" al costo di 1.000.000 di dollari all'anno per otto anni, autorizzando nove navi di linea e 12 fregate pesanti. I capitani e i commodori della Marina divennero gli eroi della loro generazione negli Stati Uniti. Diversi eroi di guerra usarono la loro fama per vincere le elezioni a cariche pubbliche. Andrew Jackson e William Henry Harrison trassero entrambi vantaggio dai loro successi militari e ottennero la presidenza, mentre il ruolo del deputato Richard Mentor Johnson durante la guerra lo aiutò a raggiungere la vicepresidenza.
Durante la guerra, gli stati del New England si sentirono sempre più frustrati per le modalità di conduzione del conflitto e per l'impatto che il conflitto aveva avuto su di loro. Si lamentavano del fatto che il governo degli Stati Uniti non stesse investendo abbastanza militarmente e finanziariamente nelle difese degli stati e che questi ultimi avrebbero dovuto avere maggiore controllo sulle proprie milizie. L'aumento delle tasse, il blocco britannico e l'occupazione di alcune zone del New England da parte di forze nemiche agitarono ulteriormente l'opinione pubblica. Alla Convenzione di Hartford, tenutasi tra il dicembre 1814 e il gennaio 1815, i delegati federalisti deprecarono lo sforzo bellico e chiesero maggiore autonomia per gli stati del New England. Non chiesero la secessione, ma la notizia delle rabbiose risoluzioni contro la guerra si diffuse quando fu annunciata la pace e si conobbe la vittoria a New Orleans. Il risultato fu che i federalisti furono definitivamente screditati e scomparvero rapidamente come forza politica di rilievo.